# 김산호 (만화가)
김산호(본명: 김철수, 1940년 8월 9일 ~ )은 대한민국의 만화가이다.

## 경력
- 1974년 : 산호그룹 최고경영자 취임

## 작품 활동
- <라이파이> (1959년)
- <대쥬신제국사> (1993년}

## 수상 경력
- 제15회 서울국제만화애니메이션 페스티벌 코믹어워드(2011년)
- 옥관문화훈장(2008년)